# Pimpla annulipes
Pimpla annulipes là một loài tò vò trong họ Ichneumonidae.